# Argopus nigritarsis
Argopus nigritarsis es un coleóptero de la familia Chrysomelidae. Fue descrita en 1823 por Gebler.